# 古川国府盆地

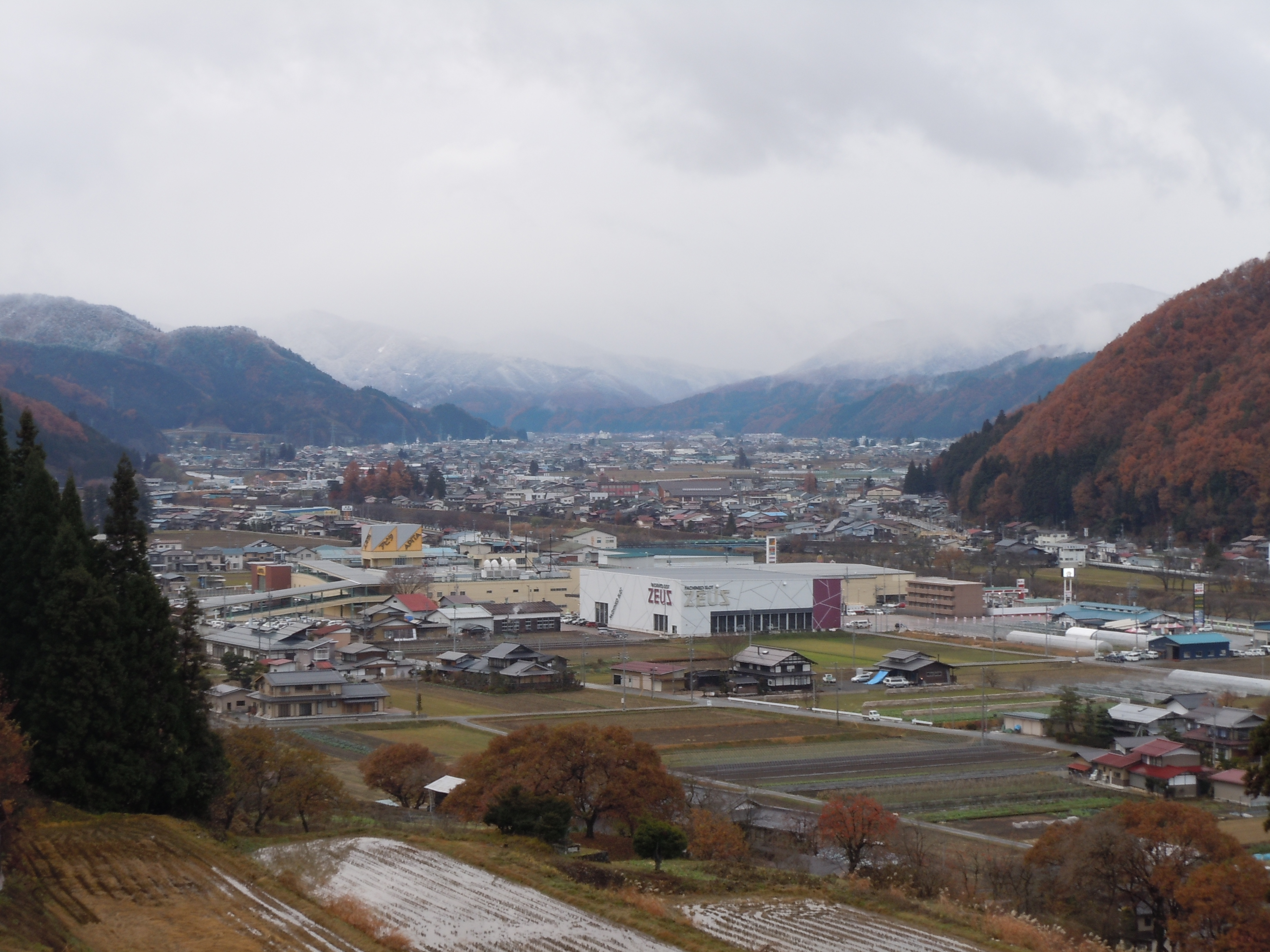
高山市国府町より飛騨市古川町方面を望む。2012年11月27日撮影

古川国府盆地（ふるかわこくふぼんち）は、岐阜県飛騨市古川町と同県高山市国府町に跨る盆地である。宮川流域に（下流方面に）南東から北西にわたって細長く延びる山間盆地である。

## 地形的特長

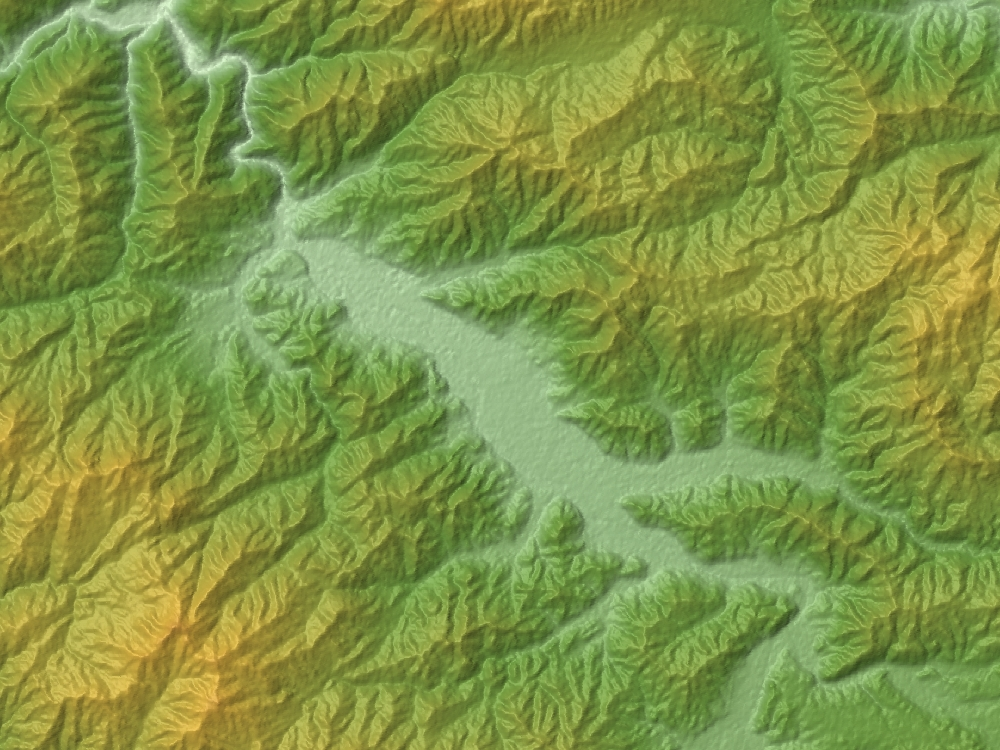
古川国府盆地の地形図

盆地の四方かつ間近を1000m級の山々が取り囲み、平地はおもに宮川と、荒城川の氾濫砂礫によって形成され、周囲はいくつもの支流によって細長い段丘・扇状地・緩斜面が枝分かれする。南は宮川流域の国府町上広瀬付近から、東からは荒城川流域の国府町宮地付近から氾濫原を形成し、古川町の市街地で両河川が合流、北西は古川町袈裟丸付近まで続く。長さは南東から北西方向に約12km、幅は北東から南西方向に最大でもおよそ2kmと盆地としては極めて狭い部類であるが、主に、頑強な船津花崗岩で形成された土台の上の砂礫層の深さは約90mに及び、盆地としての形成が明確である。そのほとんどが沖積層や更新世で形成され砂礫層も極めて浅い近隣の高山盆地とは、形成の時代や成り立ちが異なることがうかがえる。
内陸性気候・日本海側気候を併せ持ち、昼夜、夏冬の気候温度差が大きく湿度が低い。豪雪地帯で冬季は雪が多い。
飛騨地方としては随一の農地面積で、古くから「飛騨の米どころ」として特に水田などの農業が盛んである。

## 盆地の朝霧
昼夜の寒暖の差が激しい飛騨地方の中で特に同盆地にて朝霧の発生が多く見られ、その霧の濃度も比較的高い。この盆地霧は10月頃から12月初旬頃にかけて発生しやすく、平坦地での視界は場所により100m以下になることも珍しくないが、概ね午前中には霧が解消しその後は快晴となることが多い。盆地付近の安峰山や大坂峠（十三墓峠）からの朝霧の展望は雲海の如きで、この時期限定の絶景スポットとして地元の名物とされている。

## 歴史
- 縄文時代の遺跡が多数確認されており、肥沃な土地を背景に古くから人が住んでいたと推測される。
- 飛騨地方で最古と目される水田遺跡や、同地方で確認されている古墳の85%以上を同盆地が有している。また飛鳥時代から奈良時代初期にかけて築造された古代寺院跡が飛騨で15ヶ寺確認されており、そのうちの80%にあたる12ヶ寺が同盆地周辺にて確認されていることから（古川町地内6ヶ寺、国府町地内6ヶ寺）、高山盆地が奈良時代に国分寺と国分尼寺が設置されて飛騨の政治経済の中心地となる以前は、古川国府盆地が中心地であったと推定されている。
- 室町時代になり戦国の世となると、同盆地は戦国武将による飛騨の覇権争いの中心地となり、「飛騨の乱」や「八日町の戦い」の舞台となった。
- 八日町の戦いの後、戦国時代末期にあたる1585年（天正13年）、金森長近は三木氏の治めていた飛騨国を攻略して領国とし、本城の高山城の支城である増島城を同盆地に築いた。増島城の建設は1586年（天正14年）で、完成すると長近の養子・金森可重が古川城から移って南吉城1万石の城主となった。